# Karl Freiherr Haus von Hausen
Karl Freiherr Haus von Hausen (Salzburgo, 29 de setembro de 1823 – Lindau, 29 de julho de 1889) foi um nobre e funcionário público austríaco que serviu como governador de Liechtenstein de 1861 a 1884. Hausen nasceu em uma família nobre austríaca de origem franconiana, que foi reunida sob o título "von Hausen" por Francisco II em 1797. 

## Carreira

### Serviço civil austríaco
A partir de 1845, Hausen trabalhou como estagiário no governo da Baixa Áustria. De 1850 a 1854 foi administrador distrital de Poysdorf e depois de Korneuburg de 1854 a 1855. Ele se tornou chefe do escritório distrital em Valtice. Durante esse período, ele desempenhou um papel na gestão da resposta a uma pandemia de cólera no distrito. Como resultado, ele recebeu a cidadania honorária em Valtice em 1861. 

### Governador de Liechtenstein
No início do reinado de João II, ele encontrou apelos ressurgentes para uma nova constituição de Liechtenstein, e o conselho constitucional foi reformado, que havia sido dissolvido em 1852 após a revolução de 1848 em Liechtenstein.  Em abril de 1861, Hausen foi nomeado por João II como governador de Liechtenstein, sucedendo Michael Menzinger.  Nesta posição, ele atuou como mediador entre o conselho constitucional e João II, e também conseguiu manter a confiança pública no governo.  A princípio, ele criou seu próprio projeto de constituição, mas depois cedeu e convenceu João II a assinar o projeto proposto pelo conselho constitucional, produzido principalmente por Karl Schädler.   O projeto foi revisto por um desconhecido perito jurídico alemão e constituiu a base da Constituição do Liechtenstein de 1862, que foi ratificada em 26 de setembro.   Foi fortemente inspirado pela constituição de Vorarlberg e atendeu amplamente às demandas dos revolucionários em Liechtenstein.  
Com a nova constituição, o cargo de governador foi formalizado e o Landtag de Liechtenstein foi formado pela primeira vez.  Durante o seu mandato como governador, juntamente com o actual presidente do Landtag do Liechtenstein, Karl Schädler, escreveram várias leis administrativas, incluindo, mas não se limitando a leis relativas à legislação escolar, reformas fiscais, reformas agrícolas e regulamentos sindicais.   Sob sua iniciativa, o Banco Nacional do Liechtenstein foi fundado em 1861, e uma lei foi aprovada estabelecendo autonomia para os municípios do Liechtenstein em 1864. 
Além disso, durante o período de Hausen como governador, o Landtag entrou em conflito político com João II, principalmente em relação à política externa. Por exemplo, durante a Segunda Guerra de Schleswig, em 1864, João II apoiou a causa da Áustria e da Prússia, enquanto o Landtag votou em protesto contra o uso da força militar contra a Dinamarca. Contudo, nenhuma ação foi tomada.  Mais notavelmente na Guerra Austro-Prussiana de 1866, João II colocou o exército de Liechtenstein à disposição da Áustria.  No entanto, o Landtag não foi consultado sobre a implantação e a guerra era impopular entre a população; como tal, enfrentou resistência do Landtag.   Como resultado, ele prometeu um empréstimo ao país e recusou-se a que os seus homens lutassem contra outros alemães.  Foi isto, em combinação com os custos crescentes da sua manutenção, que levou à dissolução do exército do Liechtenstein em 1868 e à declaração da neutralidade permanente do país.  
Hausen recebeu cidadania honorária em Liechtenstein em 8 de julho de 1869 por João II por recomendação do Landtag. Ele foi feito barão de Liechtenstein em 1884. A partir da década de 1870, ele desenvolveu uma doença cardíaca que o impediu de exercer suas funções e acabou levando à sua renúncia ao cargo de governador em 23 de setembro de 1884.  Ele foi sucedido por Carl von In der Maur. 

## Vida pessoal
Hausen casou-se com Wilhelmine Beinhauer (9 de março de 1831 – 25 de novembro de 1918), filha de uma família de governadores imperiais e reais da Baixa Áustria, em 11 de abril de 1850; eles tiveram uma filha juntos.  Mais tarde, ela se casou com o proeminente arquiteto Ignaz Bankó. 
Após sua renúncia como governador, Hausen mudou-se para Innsbruck. Ele morreu em 29 de julho de 1889 em Lindau, aos 65 anos de idade. 